# Astrid Fontenelle
Astrid Coutinho Fontenelle de Brito (Rio de Janeiro, 1 de abril de 1961) é uma apresentadora de televisão e jornalista brasileira. Tornou-se conhecida como a primeira VJ da história da MTV Brasil, responsável por iniciar a transmissão do canal no Brasil.

## Biografia
Nascida no bairro carioca do Engenho de Dentro, no Rio de Janeiro, aos dezesseis anos foi com a mãe, transferida de trabalho, morar em São Paulo. Maria Luiza Coutinho Fontenelle de Brito, sua mãe, já era separada de José Fontenelle de Brito desde o nascimento da apresentadora.

## Carreira
Considerada uma das mais versáteis jornalistas da TV brasileira e muito conhecida pelo seu trabalho na extinta MTV Brasil (Pé na Cozinha, Disk MTV e Barraco), Astrid já passou por diversas emissoras desde os tempos da faculdade, na Pontifícia Universidade Católica (PUC) de São Paulo.
Seu primeiro emprego foi uma estágio em uma assessoria de imprensa paulistana, onde foi trabalhar na assessoria do então nadador Ricardo Prado. Depois foi fazer a produção do Festival dos Festivais, da Rede Globo, em 1985 e, ainda na emissora, também apresentou o primeiro Hollywood Rock com o então repórter Pedro Bial. 
Na TV Gazeta, de São Paulo, passou pelo jornalismo diário e apresentou, em 1988, o TV MIX, programa que lançou os "repórteres-abelha" (jornalistas com uma câmera na mão e "uma vaga ideia na cabeça"). Após uma rápida passagem pela TV Manchete, onde substituiu Celene Araújo na apresentação do programa vespertino feminino Mulher 90, dirigido por Nilton Travesso, Astrid começou seu trabalho na MTV Brasil no ano seguinte, quando começou a apresentar o Disk MTV, com recordes de audiência para um canal em UHF. Logo depois permaneceu por nove anos apresentando programas como Barraco MTV e Pé na Cozinha. Em 1999 chegou à Band, onde apresentou o Programaço e, posteriormente, o Programa Sílvia Poppovic, cuja apresentadora estava de licença-maternidade. Fez também o carnaval da Bahia pela mesma emissora. Em 2001, apresentou ainda o Melhor da Tarde, junto com Leão Lobo e Aparecida Liberato, e deixou a atração no começo de 2005.
Antes de estrear na MTV Brasil, Astrid passou pela sede da emissora musical em Los Angeles para fazer um estágio. Astrid não era apenas VJ do canal, assumia também a função de gerente de jornalismo da emissora. A jornalista foi a primeira VJ a entrar no ar na MTV Brasil. Foi também a primeira VJ a apresentar o Disk MTV, um dos programas mais populares da emissora. Na época, a primeira frase dita por Astrid quando a MTV entrou no ar: "Oi, eu sou a Astrid e é com o maior prazer que estou aqui para anunciar para vocês que está no ar a MTV Brasil!"
Astrid já experimentou a carreira de atriz quando participou do curta metragem Almoço Executivo dirigido por Marina Person e Jorge Espírito Santo. A apresentadora atuou nesta mesma produção ao lado de seus colegas de MTV Chris Couto e Zeca Camargo.
Em 2007, apresentou o programa Happy Hour no canal pago GNT, que é ao vivo, diário e às 19h. O programa funcionava com um tema diferente diariamente, discutido entre três convidados (normalmente duas personalidades e um especialista no tema). Com várias matérias sobre o assunto, etc. Em 2008, fez uma inusitada participação especial no show da Hebe, como correspondente internacional, em uma matéria de Nova York sobre o lançamento do filme Sex and the City, incluindo entrevistas com algumas atrizes do filme.
Depois de um tempo afastada da televisão, a jornalista volta a apresentar o Happy Hour, programa que deixou de apresentar no fim de 2007 para tratar de assuntos pessoais como a adoção do filho Gabriel. O tema da reestreia do programa, exibido em 27 de julho de 2009, foi "Superação".
Em março de 2012 recebeu da APCA o prêmio de "Melhor Programa" pelo Chegadas e Partidas, que apresenta no GNT. Na oportunidade, aproveitou para falar abertamente do lúpus, doença com a qual foi diagnosticada no início do mesmo ano. Em 1988, ela já havia sido condecorada com a mesma premiação como "Apresentadora Revelação" (na época a jornalista apresentava o programa TV Mix, dirigido por Fernando Meirelles, o consagrado e premiado diretor de cinema conhecido pela grande obra prima do cinema brasileiro Cidade de Deus).
A partir de 6 de março de 2013, estreia como a principal apresentadora do Saia Justa no GNT substituindo Mônica Waldvogel que estava no programa havia dez anos. Ao seu lado, Barbara Gancia, Maria Ribeiro e Mônica Martelli debatem os principais assuntos da semana.
A apresentadora passou por momentos tensos na televisão, num deles, durante uma entrevista no TV MIX, Astrid com o seu bom humor e ironia pergunta ao cantor Supla se quem fazia o seu figurino era sua avó, fazendo com que o cantor subisse na mesa irritado com a pergunta.
A apresentadora Angélica, durante sua passagem pelo SBT, faz uma paródia dos programas de videoclipes da MTV interpretando uma VJ chamada "Angelicastrid", numa clara referência à então VJ daquele canal.
Em 2015, junto com Marcelo Tas, Astrid apresentou a campanha "Eles por Elas", uma parceria do canal GNT e a ONU Mulheres. Em 23 de março de 2018, Astrid estreia como colunista da CBN.

## Vida pessoal
O primeiro marido da apresentadora foi o fotógrafo César Itibere. A apresentadora foi casada durante cerca de sete anos com o empresário e produtor Marcelo Checon. Após a separação, a apresentadora investe na maternidade e adota Gabriel, cujo padrinho é Jorge Espírito Santo, atual Gerente Artístico e de Conteúdo do canal GNT, amigo de longa data da apresentadora (desde os tempos da MTV). Atualmente é casada com Fausto Franco, que foi durante muitos anos produtor do banda Chiclete com Banana.

## Filmografia

### Televisão
| Ano           | Título                  | Função        | Notas | Emissora      |
| ------------- | ----------------------- | ------------- | ----- | ------------- |
| 1988          | Hollywood Rock          | Apresentadora |       | TV Globo      |
| 1988–90       | TV Mix                  | Apresentadora |       | TV Gazeta     |
| 1990          | Mulher 90               | Apresentadora |       | Rede Manchete |
| 1990–94       | Disk MTV                | Apresentadora |       | MTV Brasil    |
| 1990–95       | Top 20 MTV              | Apresentadora |       | MTV Brasil    |
| 1993–95       | Zuê MTV                 | Apresentadora |       | MTV Brasil    |
| 1994–99       | Barraco MTV             | Apresentadora |       | MTV Brasil    |
| 1998–99       | MTV Pé na Cozinha       | Apresentadora |       | MTV Brasil    |
| 1999–00       | Programaço              | Apresentadora |       | Band          |
| 2001–05       | Melhor da Tarde         | Apresentadora |       | Band          |
| 2007–10       | Happy Hour              | Apresentadora |       | GNT           |
| 2008–09       | Hebe                    | Repórter      |       | SBT           |
| 2011–presente | Chegadas e Partidas     | Apresentadora |       | GNT           |
| 2013–23       | Saia Justa              | Apresentadora |       | GNT           |
| 2013          | Tchau MTV               | Apresentadora |       | MTV Brasil    |
| 2024-presente | Admiráveis Conselheiras | Apresentadora |       | GNT           |

### Internet
| Ano           | Título            | Cargo         | Plataforma |
| ------------- | ----------------- | ------------- | ---------- |
| 2020–presente | Astrid Fontenelle | Apresentadora | YouTube    |